# Martin Rodbell
Martin Rodbell (Baltimore, 1 de dezembro de 1925 — Chapel Hill, 7 de dezembro de 1998) foi um bioquímico estadunidense.
Foi agraciado, juntamente com o conterrâneo Alfred Goodman Gilman, com o Nobel de Fisiologia ou Medicina de 1994, por descobrir as proteínas G e seu papel na transmissão de caracteres nas células do organismo.